# Pilea umbellata
Pilea umbellata är en nässelväxtart som först beskrevs av Jean-Baptiste Bory de Saint-Vincent, och fick sitt nu gällande namn av Hugh Algernon Weddell. Pilea umbellata ingår i släktet pileor, och familjen nässelväxter. Inga underarter finns listade i Catalogue of Life.